# زارا خان
زهرة س. خان (بالإنجليزية: Zahrah S. Khan)‏ المعروفة أيضًا بإسم ساشا آغا، هي ممثلة ومغنية بريطانية باكستانية مقيمة في الهند. ولدت في 1 يناير 1992 في لندن، المملكة المتحدة. عملت في المقام الأول كمغنية تشغيل وأيضًا كممثلة في صناعة الأفلام والموسيقى في بوليوود ومقرها مومباي.

## روابط خارجية
- زارا خان على موقع IMDb (الإنجليزية)
- زارا خان على موقع قاعدة بيانات الفيلم (الإنجليزية)